# Ди(тетрахлороалюминат) триртути
Ди(тетрахлороалюминат) триртути — неорганическое соединение,
комплексный хлорид ртути и алюминия
с формулой Hg3(AlCl4)2,
жёлтые кристаллы,
разлагается в воде.

## Получение
- Сплавление в вакууме хлорида ртути(II), хлорида алюминия и ртути:

{\displaystyle {\mathsf {HgCl_{2}+2AlCl_{3}+2Hg\ {\xrightarrow {240^{o}C}}\ Hg_{3}(AlCl_{4})_{2}}}}

## Физические свойства
Ди(тетрахлороалюминат) триртути образует жёлтые кристаллы
моноклинной сингонии,
пространственная группа P 21/c,
параметры ячейки a = 0.71321 нм, b = 1,50468 нм, c = 1,41771 нм, β = 99,050°, Z = 4
.

## Химические свойства
- Разлагается в воде на ртуть и хлорид ртути(II).